# Retrocauzalitate
Retrocauzalitatea, sau cauzalitatea inversă, este un concept de cauză și efect în care un efect precede cauza sa în timp și astfel un eveniment ulterior afectează un eveniment anterior. În fizica cuantică, distincția dintre cauză și efect nu se face la cel mai fundamental nivel și, astfel, sistemele simetrice în timp pot fi considerate ca fiind cauzale sau retrocauzale. Considerațiile filozofice asupra călătoriei în timp abordează adesea aceleași probleme ca și retrocauzalitatea, la fel ca și tratările subiectului în ficțiune, dar cele două fenomene sunt distincte.

## Filozofie
Eforturile filozofice de a înțelege cauzalitatea se întorc cel puțin până la discuțiile lui Aristotel despre cele patru cauze. Mult timp s-a considerat că un efect care precede cauza sa este o contradicție inerentă deoarece, așa cum a discutat filozoful din secolul al XVIII-lea David Hume, atunci când se examinează două evenimente legate între ele, cauza este, prin definiție, cea care precede efectul.
Ideea de retrocauzalitate se regăsește și în filosofia indiană. Ea a fost apărată de cel puțin doi filosofi indieni budiști, Prajñākaragupta⁠(d) (cca. sec. VIII-IX) și Jitāri (cca. 940–1000), cel din urmă a scris un tratat specific pe această temă, Tratatul despre cauza viitoare (Bhāvikāraṇavāda).
În anii '50, Michael Dummett⁠(d) a scris în opoziție față de astfel de definiții, afirmând că nu există nicio obiecție filosofică în ceea ce privește efectele care preced cauzele lor. Acest argument a fost respins de colegul filosof Antony Flew și, mai târziu, de Max Black⁠(d). Argumentul "înșelător" al lui Black susținea că retrocazalitatea este imposibilă deoarece observatorul unui efect ar putea acționa pentru a împiedica apariția viitoarei sale cauze. O discuție mai complexă a modului în care liberul arbitru se raportează la problemele ridicate de Black este rezumată de paradoxul lui Newcomb. Filosofii esențialiști au propus și alte teorii, cum ar fi existența unor "puteri cauzale autentice în natură" sau ridicând îngrijorări cu privire la rolul inducției în teoriile cauzalității. 

## Fizică
Majoritatea teoriilor fizice sunt simetrice în timp: modelele microscopice precum legile lui Newton sau electromagnetismul nu au o direcție inerentă a timpului. "Săgeata timpului" care distinge cauza și efectul trebuie să aibă o altă origine. :116 Pentru a reduce confuzia, fizicienii disting cauzalitatea puternică (macroscopică) de cea slabă (microscopică).

### Cauzalitate macroscopică
Capacitatea imaginară de a afecta trecutul este uneori considerată ca sugerând că cauzele ar putea fi negate de propriile efecte, creând o contradicție logică precum paradoxul bunicului. Această contradicție nu este neapărat inerentă retrocauzalității sau călătoriei în timp; prin limitarea condițiilor inițiale ale călătoriei în timp cu constrângeri de consistență, astfel de paradoxuri și altele sunt evitate.
Unele aspecte ale fizicii moderne, cum ar fi ipotetica particulă tahionică și anumite aspecte independente de timp ale mecanicii cuantice, pot permite particulelor sau informațiilor să călătorească înapoi în timp. Obiecțiile logice la adresa călătoriei în timp la scară macroscopică pot să nu împiedice neapărat retrocazitatea la alte scări de interacțiune. Cu toate acestea, chiar dacă astfel de efecte sunt posibile, este posibil ca ele să nu fie capabile să producă efecte diferite de cele care ar fi rezultat din relațiile cauzale normale.
Fizicianul John G. Cramer⁠(d) a explorat diverse metode propuse pentru comunicarea cuantică nonlocală sau retrocauzală și a constatat că toate sunt greșite și, în conformitate cu teorema de necomunicare, nu pot transmite semnale nonlocale.

#### Relativitatea
Curbele temporale închise, în care linia lumii a unui obiect se întoarce la origine, apar din unele soluții exacte ale ecuației de câmp a lui Einstein. Deși curbele temporale închise nu par să existe în condiții normale, mediile extreme ale spațiu-timpului, cum ar fi o gaură de vierme traversabilă sau regiunea din apropierea anumitor corzi cosmice, ar putea permite formarea lor, ceea ce implică o posibilitate teoretică de retrocauzalitate. Materia exotică sau defectele topologice necesare pentru crearea acestor medii nu au fost observate. În plus, conjectura de protecție cronologică a lui Stephen Hawking sugerează că orice astfel de curbă temporală închisă ar fi distrusă înainte de a putea fi folosită.

### Cauzalitate microscopică
Majoritatea modelelor fizice sunt simetrice în timp;:116 unele utilizează retrocauzalitatea la nivel microscopic.

#### Electromagnetism
Teoria absorbantului Wheeler-Feynman, propusă de John Archibald Wheeler și Richard Feynman, utilizează retrocauzalitatea și o formă temporală de interferență distructivă pentru a explica absența unui tip de undă concentrică convergentă sugerată de anumite soluții ale ecuațiilor lui Maxwell. Aceste unde avansate nu au nimic de-a face cu cauza și efectul: ele reprezintă pur și simplu o modalitate matematică diferită de a descrie undele normale. Motivul pentru care au fost propuse este că o particulă încărcată nu ar trebui să acționeze asupra ei însăși, ceea ce, în electromagnetismul clasic normal, duce la o forță proprie infinită.

#### Fizica cuantică

Timpul se scurge de la stânga la dreapta în această diagramă Feynman de anihilare electron-pozitron. Atunci când este interpretată pentru a include retrocauzalitatea, electronul (marcat cu e^{-}) nu a fost distrus, devenind în schimb pozitron (e^{+}) și deplasându-se înapoi în timp.

Ernst Stueckelberg și, mai târziu, Richard Feynman, au propus o interpretare a pozitronului ca fiind un electron care se deplasează înapoi în timp, reinterpretând soluțiile cu energie negativă ale ecuației lui Dirac. Electronii care se deplasează înapoi în timp ar avea o sarcină electrică pozitivă. Această inversare în timp a antiparticulelor este necesară în teoria cuantică modernă a câmpurilor și este, de exemplu, o componentă a modului în care nucleonii din atomi sunt ținuți împreună prin forța nucleară, prin schimbul de mezoni virtuali, cum ar fi pionul. Un mezon este alcătuit dintr-un număr egal de quarci și anti-quarci normali și, prin urmare, este simultan emis și absorbit. Wheeler a invocat acest concept de inversare a timpului pentru a explica proprietățile identice împărtășite de toți electronii, sugerând că „toți sunt același electron” cu o linie a lumii complexă, care se intersectează singură Yoichiro Nambu l-a aplicat mai târziu la toată producția și anihilarea perechilor de particule-antiparticule, afirmând că „eventuala creare și anihilare a perechilor care pot apărea acum și atunci nu este o creație sau o anihilare, ci doar o schimbare de direcție a particulelor în mișcare, din trecut în viitor sau din viitor în trecut”. Punctul de vedere înapoi în timp este acceptat în zilele noastre ca fiind complet echivalent cu alte imagini, dar nu are nimic de-a face cu termenii macroscopici „cauză” și „efect”, care nu apar într-o descriere fizică microscopică.
Retrocauzalitatea este asociată cu formalismul dublu inferențial al vectorilor de stare (DIVF), cunoscut ulterior ca formalismul vectorial cu două stări (TSVF) în mecanica cuantică, în care prezentul este caracterizat de stările cuantice ale trecutului și viitorului luate în combinație.
Retrocauzalitatea este uneori asociată cu corelațiile nelocale care apar în mod generic din inseparabilitate cuantică, inclusiv, de exemplu, ștergerea întârziată a alegerii cuantice. Cu toate acestea, pot fi prezentate explicații ale inseparabilității cuantice care nu implică retrocauzalitatea. Acestea tratează experimentele care demonstrează aceste corelații ca fiind descrise din cadre de referință diferite care nu sunt de acord cu privire la care măsurarea este o „cauză” față de un „efect”, așa cum este necesar pentru a fi în concordanță cu relativitatea specială. Altfel spus, alegerea evenimentului care este cauza și a celui care este efectul nu este absolută, ci este relativă la observator. Descrierea unor astfel de inseparabilități cuantice nelocale poate fi descrisă într-un mod lipsit de retrocauzalitate dacă sunt luate în considerare stările sistemului.

#### Tahioni
Ipoteticele particule superluminale numite tahioni au o traiectorie asemănătoare cu cea spațială și, prin urmare, pot părea că se deplasează înapoi în timp, conform unui observator aflat într-un cadru de referință convențional. În ciuda descrierii frecvente în science-fiction ca metodă de a trimite mesaje înapoi în timp, tahionii ipotetici nu interacționează cu materia tardionică normală într-un mod care ar încălca cauzalitatea standard. Mai exact, principiul reinterpretării lui Feinberg înseamnă că materia obișnuită nu poate fi folosită pentru a face un detector de tahioni capabil să primească informații.

## Parapsihologie
Se susține că retrocauzalitatea apare în unele fenomene psihice, cum ar fi precogniția. Cartea lui J.W. Dunne⁠(d) din 1927, An Experiment with Time, a studiat visele precognitive și a devenit un clasic definitiv. Parapsihologul J.B. Rhine⁠(d) și colegii săi au făcut investigații intensive la mijlocul secolului XX. Succesorul său, Helmut Schmidt, a prezentat justificări de mecanică cuantică pentru retrocauzalitate, afirmând în cele din urmă că experimentele au demonstrat capacitatea de a manipula descompunerea radioactivă prin psihocinezie retrocauzală. Astfel de rezultate și teoriile care stau la baza lor au fost respinse de comunitatea științifică tradițională și sunt acceptate pe scară largă ca fiind pseudoștiință, deși continuă să aibă un anumit sprijin din partea unor surse științifice marginale.
Eforturile de a asocia retrocauzalitatea cu vindecarea prin rugăciune au fost respinse în mod similar.
Din 1994, psihologul Daryl J. Bem⁠(d) a susținut precogniția. Ulterior, el a arătat subiecților experimentali două seturi de perdele și i-a instruit să ghicească care dintre ele avea o imagine în spatele ei, dar nu a afișat imaginea din spatele perdelei decât după ce subiectul a ghicit. Unele rezultate au arătat o marjă mai mare de succes (p. 17) pentru un subset de imagini erotice, subiecții care s-au identificat ca fiind „în căutare de stimuli” în chestionarul de preselecție obținând scoruri și mai mari. Cu toate acestea, ca și predecesorii săi, metodologia sa a fost puternic criticată, iar rezultatele sale au fost respinse.